# Cho Min-Sun
Cho Min-Sun, född den 21 mars 1972, är en sydkoreansk judoutövare.
Hon tog OS-guld i damernas mellanvikt i samband med de olympiska judotävlingarna 1996 i Atlanta.
Hon tog OS-brons i samma viktklass i samband med de olympiska judotävlingarna 2000 i Sydney.